# Super Junky Monkey
Super Junky Monkey（スーパー・ジャンキー・モンキー）は日本のガールズバンド、日本のミクスチャー・ロック・バンド。1991年結成。1994年Sony Recordsよりメジャー・デビュー。

## メンバー
- MUTSUMI623（高橋睦、ボーカル）1999年2月5日死去
- KEIKO（ギター）
- かわいしのぶ（ベース）
- まつだっっ!!（ドラム）

## 経歴
- 1991年3月、結成。
- 1993年11月、ニューヨークで行われた 「CMJ MUSIC MARATHON」に出演。
- 1994年3月20日、インディーズのRIOTレーベルよりライブCD「キャベツ」をリリース。同年7月、カナダ・トロントで開催された「CANADIAN MUSIC AWARDS」に　ピーター・ガブリエルらと並んで選ばれる。MTV JAPAN オリジナルステーションID(ジングル)を日本人アーティストとして初めて制作/録音。タイトル「ENDLESS ZOOM」。同年7月ｰ8月、ニューヨーク・シアトルでライブ。同年10月21日、2ndアルバム・メジャー・デビュー・アルバム「SCREW UP」をSony Recordsよりリリース。
- 1995年1月、「THE 2nd ANNUAL TOKYO JOURNAL INNOVATIVE AWARDS」を音楽部門で受賞。同年1月20日、「NEW YORK FESTIVAL Station/Network I.D.部門」で「ENDLESS ZOOM」が金賞受賞。同年5月30日、トリスターミュージックから「SCREW UP」を全米リリース。同年9月、ニューワークで、ライブ/アルバムレコーディング。同年12月2日、アメリカの音楽雑誌「ビルボード」の表紙を飾る。
- 1996年4月21日、3rdアルバム「地球寄生人/PARASITIC PEOPLE」、ビデオ「HOLY MOTHER OF MEATLOAF」リリース。同年8月6日、「PARASITIC PEOPLE」全米リリース。同月、ニューヨークでライブ。
- 1999年2月5日、MUTSUMI死去。同年5月9日、MUTSUMIトリビュートライブを行う。
- 2001年4月21日、未発表曲集「E・KISS・O」発売。同年7月20日、ベスト・アルバム「Songs Are Our Universe」発売。
- 2009年6月20日、MUTSUMIの死から10年のメモリアルに、“Songs Are Our Universe”ライブをLiquid Roomで行う。
- 2010年6月23日、DVD"SUPER JUNKY MONKEY LIVE - WE'RE THE MOTHER of MEATLOAF! HYPER COLLECTION"リリース。7月30日、FUJI ROCK FESTIVALに出演。
- 2015年12月25日、“SxOxBxSxJxM”ライブ(w/ SxOxB、WRENCH)をLIQUIDROOMで行う。
- 2019年6月19日、未発表テイク4曲を含む3枚組「SUPER JUNKY MONKEY is the BEST」、DVD「SUPER JUNKY MONKEY Christmas Live 2015 at LIQUIDROOM」発売。6月22・23日、高橋睦の死から20年のメモリアルに、“Super Mother Of Meatloaf 2019”ライブを下北沢Club251で行う。
- 2020年2月20日、スペースシャワーTVにて 「SUPER JUNKY MONKEY 25th ANNIVERSARY SPECIAL」放送。
- 2025年6月4日に、1998年9月にイギリスのライブハウス・London Astoriaで行ったライブ音源を全曲収録したライブCD「Live at LONDON Astoria 1998」発売決定、6月22日には大阪・梅田で本作のリリースを記念したイベントの開催が決定した[2]。

## ディスコグラフィー

### フル・アルバム
1. キャベツ（1994年3月20日）RIOT label
  1. Matador
  2. SUPER JUNKY MONKEYのテーマ
  3. REVENGE
  4. Find yourself
  5. SHOWER
  6. FASTER
  7. POPO BAR
  8. you are not the one
  9. Bedside session
2. SCREW UP（1994年10月21日）[3]
  1. 宿直の長老は遅漏で候
  2. ざくろの骨
  3. 記憶の捏造
  4. BUCKIN' THE BOLTS
  5. ばかばっか
  6. 珠華
  7. 羽化登仙
  8. POPO BAR
  9. WHERE'RE THE GOOD TIMES
  10. REVENGE
  11. DICIDE
  12. GET OUT
  13. 珠華
  14. WE'RE THE MOTHER
  15. SHOWER
  16. 富士噴火寸前
3. PARASITIC PEOPLE/地球寄生人（1996年4月12日）[4]
  1. INTRODUCTION
  2. THE WORDS
  3. IF
  4. PARASITIC PEOPLE/地球寄生人
  5. 誤解
  6. OUR UNIVERSE
  7. 何
  8. TELEPATHY
  9. START WITH MAKIN'A FIRE
  10. BURN SYSTEM'S FLAG
  11. 楽天 昇天 笑点
  12. THE TRUE PARASITES
  13. SEE ME,FEEL ME
  14. 原始の再来
  15. 大陸の鼓動

### ミニ・アルバム
1. あいえとう（1995年4月21日）[5]
  1. あいえとう
  2. FUCK THAT NOISE
  3. TIME IS CULTURE
  4. Blah,Blah,Blah
2. Super Junky Alien（1996年12月1日）[6]
  1. S.J.ALIEN
  2. R.P.G
  3. I GOT THE THIRD
  4. SKY SURFER GO GO GO
  5. LOVE & PEACE HARD CORE
  6. STAGE 666
  7. SEVEN
  8. ターザン～藻尿王～うがい
3. E x KISS x O（2001年4月21日）[7]
  1. SHAVED WOMAN
  2. E x KISS x O
  3. A.B.C.
  4. やってまえ
  5. TOWERING MAN

### ライブ・アルバム
1. Live at LONDON Astoria 1998（2025年6月4日）[8][9]
  1. A.B.C.
  2. IF
  3. E KISS O
  4. LOVE & PEACE HARD CORE
  5. R.P.G
  6. Towering Man

### ベスト・アルバム
1. "Songs Are Our Universe"（2001年7月20日）[10]
2. "SUPER JUNKY MONKEY is the BEST"（2019年6月19日）[11]

### DVD
1. "SUPER JUNKY MONKEY LIVE - WE'RE THE MOTHER of MEATLOAF! HYPER COLLECTION"（2010年6月23日）[12]
2. "SUPER JUNKY MONKEY Christmas Live 2015 at LIQUIDROOM"（2019年6月19日）[13]

## タイアップ一覧
| 年     | 曲名                | タイアップ                                            |
| ------ | ------------------- | ----------------------------------------------------- |
| 1996年 | SKY SURFER GO GO GO | アメリカ アクションアニメ『SKY SURFER』テーマ・ソング |